# Bygherrerådgiver
En bygherrerådgiver er en person der hjælper bygherren med nedenstående punkter. 
- Idéoplæg
- Byggeprogram
- Valg af rådgivere
- Projektering
- Valg af entreprenør(er)
- Udførelse
- Processtyring
- Overvågning af økonomien

Det er blevet mere normalt at både private og offentlige virksomheder bruger bygherrerådgivere, når de skal bygge. Bygherrerådgiveren kan tjene sit eget honorar hjem ved at have styr på aftaler og processerne.